# Utu
dUtu (𒀭𒌓) a sumerek napistene, az akkád Samas megfelelője, szintén UTU jellel írva, de ismeretlen ejtéssel a hettiták Napistennője Arinna városában.

## Utu isten
A sumer mitológia szerint Nanna, a Holdisten és Ningal termékenységistennő fia, testvérei Iskur, valamint az Inanna – Ereskigal ikerpár. Utu nem csak a Nap istene, hanem az igazságszolgáltatás és végrehajtás védnöke is. Ábrázolásain szarvas sisakot és valamilyen éles fegyvert visel.

## Utu ékjel
Az ékírásban az utu olvasatú jel 𒌓 eredetileg UD, u4, vihart, vihardémont is jelentett, emellett napot (időegység), hőséget, lázat és nyarat is. Ezek a jelentések is utalnak arra, hogy a sumer Napisten eredetileg nem volt kifejezetten pozitív szerepű, erre utal az akkád Ereskigal-mítosz is.
Jelenthetett feltételes módot („ha…”) vagy időhatározót („mikor, amikor”, akkád enūma). Időhatározói és időegységi jelentésével az indoeurópai nyelvekben, a török nyelvekben a tűz jelentéssel (az ótörökben az öd = idő is) megtalálható vándorszó. A magyar „idő” szó is végső soron az UD-ra vezethető vissza, amelyben a fizikai időre (mérhető idő) és az időjárásra (természeti jelenség) vonatkozó jelentés is megvan.
Az UD logogrammal írták továbbá az alábbiakat (ábécésorrendben):
- aḫ3, ḫad2, a12, ḫud2, uḫ (= száraz, szárított, szárítani, tésztát készíteni),[1]
- aḫ3, aḫ6, uḫ3, aaḫ (= köpet, egy tésztaféle, váladék, nyálka, hab, nyál, méreg),
- babbar, babbar2, bar6, par (= fehér, fehérít),[2]
- bir2 (= vigyorogni, gúnyolódni),[3]
- dadag, dag2, ḫad2, tam, piriĝ, piriĝ2, ul6 (= fényes, világos, tiszta, fénylik, oroszlán, bika, vadmarha),[4][5][6][7]
- ḫaš3 (= adósság, rabszolgaság, adósrabszolgaság, foglalás, lágyít),[8][9]
- kum4 (= meleg, melegít),[10]
- la7, laḫ (= ütni, gyapjút vagy szövetet készíteni),[11]
- ra3 (= csupasz, csupaszít, tiszta, tisztít),[12]
- siki2 (= védett kenyér),[13]
- šaraĝ (= kiszáradás),
- u4 (= üvölt, ordít, hang, kiáltás, zaj),
- ud, uĝ4 (= ha (feltételes mód), vihar, vihardémon, nap (időegység), hőség, nyár, Nap (égitest), amikor (időhatározó)),[14][15][16]
- zalaĝ, suluĝ (= tisztítani, tűz fénye, világít, ragyog)

Az akkádok e sok jelentés miatt viszonylag sok szó leírására használhatták az írásjelet: šumma, ūmu, immu, ummedu, umšu, šamšu, enūma, qīapu, abālu, šābulu, peşû, ganāşu, ebbu, ellu, namru, kiššātu, narbu, emēmu, mašādu, lû, lābu, nēšu, rīmu, ellu, sīku, ebbu, elēlu, zakû, nagāgu, rigmu, nabāţu, ebbu, namāru, nûru.
A hettiták is használták ezt a jelet, de kiolvasott hangértéke ismeretlen. A hettita feliratokban a DUTU (𒀭𒌓) Arinna város Napistennőjére vonatkozott.
Az ékjelek katalógusaiban a következő sorszámokon szerepel: MZL 596; ŠL 381; aBZL 332; HeZL 316.